# 石毛恭子
石毛 恭子（いしげ きょうこ、1950年（昭和25年）6月7日 - ）は、元フジテレビアナウンサー。本名・坂田 恭子（さかた きょうこ）。旧姓・石毛。夫は作曲家の坂田晃一。

## 来歴・人物
茨城県生まれ。3歳頃に家族で転居後、東京都練馬区で育つ。東京都立大泉高等学校を経て、1971年3月、東京女子大学短期大学部を卒業。
1971年4月、フジテレビ入社。アナウンサーの同期に大川和彦、須田哲夫、岩崎真純、三上彩子。他配属部署の澤雄二、豊田皓も同期。
入社直後に「ママとあそぼう!ピンポンパン」2代目お姉さんに抜擢され、可憐なルックスと軽妙な話術で人気者になった。また、彼女がお姉さん役の時期には、同番組の「ピンポンパン体操」がブームとなり、使用曲は1972年の第14回日本レコード大賞童謡賞を受賞した（歌：杉並児童合唱団・金森勢）。同番組のお姉さん役は、1971年10月4日から1975年4月5日まで、3年半担当した。1976年フジテレビ退社。
その後も、一時期は女優としてTBSの「パパは独身」に先生役で出演するなどした。当時の70年代フォークブームに乗り、ギターを抱えてのコンサート活動も行っていた。私生活では1979年2月10日、作曲家の坂田晃一と結婚。結婚記念日の2月10日は、夫である坂田晃一の誕生日でもある。

## 過去の出演番組
- ママとあそぼう!ピンポンパン（フジテレビ）

1971年10月4日 - 1975年4月5日、2代目おねえさん
1976年10月18日・10月19日、ピンポンパン放送10周年を記念して、渡辺直子と共に出演。
1982年3月31日・最終回、歴代のおねえさん（2代目おねえさん）としてゲスト出演。
- 小川宏ショー（1976年10月5日、フジテレビ）

フリー転向後『ママとあそぼう!ピンポンパン』放送10周年を記念して、3代おねえさん（渡辺直子、石毛恭子、酒井ゆきえ）として出演。
- あつまれ!ドレミッコ（フリー転向後初の番組 フジテレビ）
- ふえはうたう（フリー転向後 NHK教育）
- コメットさん（フリー転向後 大場久美子版のナレーション）
- パパは独身（フリー転向後 教師）
- ユニーサンデーショー・歌え!ちびっ子（フリー転向後 東海テレビ放送名古屋地区ローカル）
- ザッツお台場エンターテイメント!『第5夜・主題歌の38年 ナイナイの歌う新社屋』（1997年4月4日）

## 発表曲
- ピンポンパンのうた（1971年12月25日発売。日本コロムビア SCS-149）

レコードA面は、第14回日本レコード大賞童謡賞受賞曲の「ピンポンパン体操」
- パジャママンのうた（1972年2月10日発売。日本コロムビア SCS-153）
- ピンクのバニー（1972年2月10日発売。日本コロムビア SCS-153）
- パンダちゃん（1972年8月10日発売。日本コロムビア SCS-170）
- ジャストンピン（1972年8月10日発売。日本コロムビア SCS-170）
- タンタンはやしうた（1972年8月10日発売。日本コロムビア SCS-171）
- ドロンコマーチ（1972年8月10日発売。日本コロムビア SCS-171）
- ピンポンパンのうた（※第2ヴァージョン）（1972年12月10日発売。日本コロムビア SCS-179）
- レイン・ドロップス（1972年12月10日発売。日本コロムビア SCS-181）

明日に向って撃て!の主題歌“Raindrops Keep Fallin' on My Head”のカバー
のちに同曲は、SANYOドラム式洗濯乾燥機のTVCMにて、西田尚美が歌を口ずさむかたちで使用された（2004年6月から）。
- キャンディマン（1972年12月10日発売。日本コロムビア SCS-181）

夢のチョコレート工場挿入歌で、サミー・デイヴィスJr.によっても歌われた“The Candy Man”のカバー
- おさるがサ（1973年7月10日発売。日本コロムビア SCS-206）
- ぼうしをかぶった男の子（1973年7月10日発売。日本コロムビア SCS-206）
- ピンクの貯金箱（1973年7月10日発売。日本コロムビア SCS-207）
- かくれんぼネッシー（1973年7月10日発売。日本コロムビア SCS-207）
- げんこつくん（1973年11月25日発売。日本コロムビア SCS-218）
- シャンプーマン（1973年11月25日発売。日本コロムビア SCS-219）
- ピンポンパン体操（アルバム『みんなでうたおうピンポンパン』（1975年4月発売。日本コロムビア CW-7015）収録の石毛恭子が歌に参加したヴァージョン）
- 愛は遥かに（1978年11月発売。日本コロムビア SCS-438）

テレビアニメ『大雪山の勇者 牙王』（1978年9月23日放映）エンディング曲
- ちょうちょみたいに（アルバム『赤毛のアン うたとおはなし』（1979年7月発売。日本コロムビア CS-7119）収録）

世界名作劇場『赤毛のアン (アニメ)』（1979年放映）挿入歌
- 愛のみずうみ（1981年3月発売。日本コロムビア CK-582）

アニメ映画『世界名作童話 白鳥の湖』主題歌
- かがやく春の日（1981年3月発売。日本コロムビア CK-582）

アニメ映画『世界名作童話 白鳥の湖』挿入歌
- その他多数